# Lishu, Chongqing
Lishu (kinesiska: 梨树) är en socken i sydvästra Kina. Den ligger i stadsdistriktet Wanzhou i storstadsområdet Chongqing, omkring 240 kilometer nordost om det centrala stadsdistriktet Yuzhong. Antalet invånare är 6 116. Befolkningen består av 2 845 kvinnor och 3 271 män. Barn under 15 år utgör 19,0 %, vuxna 15-64 år 67 %, och äldre över 65 år 12,0 %.